# Antherothamnus pearsonii
Antherothamnus pearsonii là một loài thực vật có hoa trong họ Huyền sâm. Loài này được N.E.Br. mô tả khoa học đầu tiên năm 1915.